# Weilheim (Waldshut)
Weilheim é um município da Alemanha, no distrito de Waldshut, na região administrativa de Freiburg , estado de Baden-Württemberg.